# Manoscritti biblici di Qumran
I Manoscritti biblici di Qumran sono tutti quei manoscritti di Qumran che contengono copie di manoscritti rientranti nel testo masoretico. Sono le più antiche fonti del testo ebraico della Bibbia, fanno parte dei manoscritti del Mar Morto e sono complementari ai manoscritti non biblici di Qumran.
La loro scoperta ha fatto luce sulle differenze tra le varie versioni dell'Antico Testamento. Prima della scoperta si pensava che le differenze tra la versione septuaginta in greco e la versione del testo masoretico fossero dovute ad errori di trascrizione e traduzione di coloro che avevano tradotto la septuaginta. Adesso questa ipotesi è da scartare, perché la septuaginta è identica ad alcuni manoscritti in lingua ebraica trovati a Qumran.

## Classificazione
Secondo la classificazione di Emanuel Tov è possibile classificare i manoscritti tra:
Manoscritti proto-masoretici
I masoreti hanno completato questi testi. Quasi la metà dei manoscritti appartiene a questa categoria, circa il 47% e ciò ne indica l'autorevolezza.
Manoscritti pre-samaritani
I samaritani adottarono e adattarono una versione più antica del testo ebraico presente a Qumran. Questi manoscritti (circa il 2.5% del totale) hanno le peculiarità del pentateuco samaritano, oltre ad un sottile livello di modifiche ideologiche e fonologiche aggiunte dai Samaritani. Questo testo è antico almeno quanto le Cronache. Nonostante le Cronache siano sinottiche con la Genesi, il testo qumranico è simile alle Cronache e non al testo masoretico. Visto che questo testo è stato modernizzato dal 400 a.C., le versioni proto-masoretiche, e quindi anche quelle masoretiche, devono essere molto più vecchie.
Testi della Septuaginta (circa 3,5%)
Le traduzioni originali di alcuni libri dell'Antico Testamento erano basate su un testo diverso da quello proto-masoretico. Alcuni manoscritti ebraici, tra cui 4QJer{\displaystyle ^{b,d}} hanno una forte somiglianza colla Septuaginta.

Un grande numero di manoscritti (circa il 47%) non sono simili a nessuna delle versioni menzionate. Tov spiega il motivo di questa classificazione: 
(Emanuel Tov, Textual Criticism of the Hebraic Bible, 166)

## Sviluppo dell'Antico Testamento

### Versioni che si susseguivano
A seguito dell'analisi dei contenuti di questi manoscritti, alcuni studiosi hanno affermato quanto segue. Quando le prime versioni dei libri dell'Antico Testamento venivano completate, venivano considerate autorevoli e fatte circolare come tali. Ma in un periodo successivo venivano scritte e fatte circolare delle edizioni riviste dei libri pensate per sostituire le precedenti. Il processo di sostituzione di edizioni consecutive è stato solo parziale, in modo che le edizioni precedenti non smettessero mai completamente di esistere. Nell'antico Israele, la nuova edizione che sarebbe diventata il testo masoretico (quasi identica alla versione contenuta nella vulgata, nella peshitta, e nel Codex Vaticanus) sostituì i testi precedenti, ma non completamente. Quindi le edizioni precedenti rimasero in uso in posti non centrali da un punto di vista geografico e sociologico, come ad esempio il deposito di testi di Qumran e i vari manoscritti dei quali la traduzione greca fu preparata in antico Egitto. Queste prime edizioni furono conservate per i posteri per puro caso nella traduzione Septuaginta e attraverso le scoperte nel Qumran.

### Libro di Geremia
Le differenze tra il testo masoretico da una parte, 4QJer{\displaystyle ^{b,d}} (uno dei manoscritti biblici di Qumran) e la septuaginta dall'altra sono riconoscibili in due aree principali, che fanno appartenere questi testi a due tradizioni profondamente diverse.
- La lunghezza: la septuaginta originale è lunga un sesto del testo masoretico. Mancano parole, frasi, periodi che troviamo nella vulgata, nella peshitta, e nei manoscritti vaticani. Questa caratteristica è riflessa anche da 4QJer{\displaystyle ^{b,d}}.
- L'ordine del testo: la septuaginta originale ha un diverso ordine rispetto al testo masoretico. Per esempio, 23:7-8 del testo masoretico si trovano dopo 23:40 nella septuaginta originale.

## Contenuto

### Frequenza dei libri trovati
Libri elencati secondo il numero dei manoscritti trovati (primi 16)
| Libro          | Numero manoscritti trovati |
| -------------- | -------------------------- |
| Salmi          | 39                         |
| Deuteronomio   | 33                         |
| 1 Enoch        | 25                         |
| Genesi         | 24                         |
| Isaia          | 22                         |
| Giubilei       | 21                         |
| Esodo          | 18                         |
| Levitico       | 17                         |
| Numeri         | 11                         |
| Profeti minori | 10                         |
| Daniele        | 8                          |
| Geremia        | 6                          |
| Ezechiele      | 6                          |
| Giobbe         | 6                          |
| 1 & 2 Samuele  | 4                          |

### Lista dei frammenti
| Nome  | Contenuti            | #  | Lingua  | supporto  |
| ----- | -------------------- | -- | ------- | --------- |
| 1Q1   | Genesi               |    | Ebraico | pergamena |
| 1Q2   | Esodo                |    | Ebraico | pergamena |
| 1Q3   | Levitico             |    | Paleo   | pergamena |
| 1Q4   | Deuteronomio         | a  | Ebraico | pergamena |
| 1Q5   | Deuteronomio         | b  | Ebraico | pergamena |
| 1Q6   | Giudici              |    | Ebraico | pergamena |
| 1Q7   | 1-2 Samuel           |    | Ebraico | pergamena |
| 1Q8   | Isaia                | b  | Ebraico | pergamena |
| 1Q9   | Ezechiele            |    | Ebraico | pergamena |
| 1Q10  | Salmi                | a  | Ebraico | pergamena |
| 1Q11  | Salmi                | b  | Ebraico | pergamena |
| 1Q12  | Salmo 44             |    | Ebraico | pergamena |
| 1Q13  | Phylactery Decalogue |    | Ebraico | pergamena |
| 1Q71  | Daniele              | a  | Ebraico | pergamena |
| 1Q72  | Daniele              | b  | Ebraico | pergamena |
| 1QIsa | Isaia                | a  | Ebraico | pergamena |
| 1QIsb | Isaia                | b  | Ebraico | pergamena |
| 2Q1   | Genesi               |    | Ebraico | pergamena |
| 2Q2   | Esodo                | a  | Ebraico | pergamena |
| 2Q3   | Esodo                | b  | Ebraico | pergamena |
| 2Q4   | Esodo                | c  | Ebraico | pergamena |
| 2Q5   | Levitico             | en | Paleo   | pergamena |
| 2Q6   | Numeri               | a  | Ebraico | pergamena |
| 2Q7   | Numeri               | b  | Ebraico | pergamena |
| 2Q8   | Numeri               | c  | Ebraico | pergamena |
| 2Q9   | Numeri               | d  | Ebraico | pergamena |
| 2Q10  | Deuteronomio 1       | a  | Ebraico | pergamena |
| 2Q11  | Deuteronomio         | b  | Ebraico | pergamena |
| 2Q12  | Deuteronomio 10      | c  | Ebraico | pergamena |
| 2Q13  | Geremia              |    | Ebraico | pergamena |
| 2Q14  | Salmi 103-104        |    | Ebraico | pergamena |
| 2Q15  | Giobbe 3             |    | Ebraico | pergamena |
| 2Q16  | Ruth                 | a  | Ebraico | pergamena |
| 2Q17  | Ruth                 | b  | Ebraico | pergamena |
| 3Q1   | Ezechiele 16         |    | Ebraico | pergamena |
| 3Q2   | Salmo 2              |    | Ebraico | pergamena |
| 3Q3   | Lamenti              |    | Ebraico | pergamena |
| 4Q1   | Genesi-Esodo         | a  | Ebraico | pergamena |
| 4Q2   | Genesi               | b  | Ebraico | pergamena |
| 4Q3   | Genesi               | c  | Ebraico | pergamena |
| 4Q4   | Genesi               | d  | Ebraico | pergamena |
| 4Q5   | Genesi               | e  | Ebraico | pergamena |
| 4Q6   | Genesi               | f  | Ebraico | pergamena |
| 4Q7   | Genesi               | g  | Ebraico | pergamena |
| 4Q8   | Genesi               | h  | Ebraico | pergamena |
| 4Q9   | Genesi               | j  | Ebraico | pergamena |
| 4Q10  | Genesi               | k  | Ebraico | pergamena |
| 4Q11  | Genesi-Esodo         | l  | Paleo   | pergamena |
| 4Q12  | Genesi               | m  | Paleo   | pergamena |
| 4Q13  | Esodo                | b  | Ebraico | pergamena |
| 4Q14  | Esodo                | c  | Ebraico | pergamena |
| 4Q15  | Esodo                | d  | Ebraico | pergamena |
| 4Q16  | Esodo                | e  | Ebraico | pergamena |
| 4Q17  | Esodo-Levitico       | f  | Ebraico | pergamena |
| 4Q18  | Esodo                | g  | Ebraico | pergamena |
| 4Q19  | Esodo                | h  | Ebraico | pergamena |
| 4Q20  | Esodo                | j  | Ebraico | pergamena |
| 4Q21  | Esodo                | k  | Ebraico | pergamena |
| 4Q22  | Esodo                | m  | Paleo   | pergamena |
| 4Q23  | Lev-Num              | a  | Ebraico | pergamena |
| 4Q24  | Levitico             | b  | Ebraico | pergamena |
| 4Q25  | Levitico             | c  | Ebraico | pergamena |
| 4Q26  | Levitico             | d  | Ebraico | pergamena |
| 4Q26a | Levitico             | e  | Ebraico | pergamena |
| 4Q26b | Levitico             | g  | Ebraico | pergamena |
| 4Q27  | Numeri               | b  | Ebraico | pergamena |
| 4Q28  | Deuteronomio         | a  | Ebraico | pergamena |
| 4Q29  | Deuteronomio         | b  | Ebraico | pergamena |
| 4Q30  | Deuteronomio         | c  | Ebraico | pergamena |
| 4Q31  | Deuteronomio         | d  | Ebraico | pergamena |
| 4Q32  | Deuteronomio         | e  | Ebraico | pergamena |
| 4Q33  | Deuteronomio         | f  | Ebraico | pergamena |
| 4Q34  | Deuteronomio         | g  | Ebraico | pergamena |
| 4Q35  | Deuteronomio         | h  | Ebraico | pergamena |
| 4Q36  | Deuteronomio         | i  | Ebraico | pergamena |
| 4Q37  | Deuteronomio         | j  | Ebraico | pergamena |
| 4Q38  | Deuteronomio         | k1 | Ebraico | pergamena |
| 4Q38a | Deuteronomio         | k2 | Ebraico | pergamena |
| 4Q38b | Deuteronomio         | k3 | Ebraico | pergamena |
| 4Q39  | Deuteronomio         | l  | Ebraico | pergamena |
| 4Q40  | Deuteronomio         | m  | Ebraico | pergamena |
| 4Q41  | Deuteronomio         | n  | Ebraico | pergamena |
| 4Q42  | Deuteronomio         | o  | Ebraico | pergamena |
| 4Q43  | Deuteronomio         | p  | Ebraico | pergamena |
| 4Q44  | Deuteronomio         | q  | Ebraico | pergamena |
| 4Q45  | Deuteronomio         | r  | Paleo   | pergamena |
| 4Q46  | Deuteronomio         | s  | Paleo   | pergamena |
| 4Q47  | Giosuè               | a  | Ebraico | pergamena |
| 4Q48  | Giosuè               | b  | Ebraico | pergamena |
| 4Q49  | Giudici              | a  | Ebraico | pergamena |
| 4Q50  | Giudici              | b  | Ebraico | pergamena |
| 4Q51  | Samuele              | a  | Ebraico | pergamena |
| 4Q52  | Samuele              | b  | Ebraico | pergamena |
| 4Q53  | Samuele              | c  | Ebraico | pergamena |
| 4Q54  | Re                   |    | Ebraico | pergamena |
| 4Q55  | Isaia                | a  | Ebraico | pergamena |
| 4Q56  | Isaia                | b  | Ebraico | pergamena |
| 4Q57  | Isaia                | c  | Ebraico | pergamena |
| 4Q58  | Isaia                | d  | Ebraico | pergamena |
| 4Q59  | Isaia                | e  | Ebraico | pergamena |
| 4Q60  | Isaia                | f  | Ebraico | pergamena |
| 4Q61  | Isaia                | g  | Ebraico | pergamena |
| 4Q62  | Isaia                | h  | Ebraico | pergamena |
| 4Q63  | Isaia                | j  | Ebraico | pergamena |
| 4Q64  | Isaia                | k  | Ebraico | pergamena |
| 4Q65  | Isaia                | l  | Ebraico | pergamena |
| 4Q66  | Isaia                | m  | Ebraico | pergamena |
| 4Q67  | Isaia                | n  | Ebraico | pergamena |
| 4Q68  | Isaia                | o  | Ebraico | pergamena |
| 4Q69  | Isaia                | p  | Ebraico | pergamena |
| 4Q70  | Geremia              | a  | Ebraico | pergamena |
| 4Q71  | Geremia              | b  | Ebraico | pergamena |
| 4Q72  | Geremia              | c  | Ebraico | pergamena |
| 4Q73  | Ezechiele            | a  | Ebraico | pergamena |
| 4Q74  | Ezechiele            | b  | Ebraico | pergamena |
| 4Q75  | Ezechiele            | c  | Ebraico | pergamena |
| 4Q76  | I dodici             | a  | Ebraico | pergamena |
| 4Q77  | I dodici             | b  | Ebraico | pergamena |
| 4Q78  | I dodici             | c  | Ebraico | pergamena |
| 4Q79  | I dodici             | d  | Ebraico | pergamena |
| 4Q80  | I dodici             | e  | Ebraico | pergamena |
| 4Q81  | I dodici             | f  | Ebraico | pergamena |
| 4Q82  | I dodici             | g  | Ebraico | pergamena |
| 4Q83  | Salmi                | a  | Ebraico | pergamena |
| 4Q84  | Salmi                | b  | Ebraico | pergamena |
| 4Q85  | Salmi                | c  | Ebraico | pergamena |
| 4Q86  | Salmi                | d  | Ebraico | pergamena |
| 4Q87  | Salmi                | e  | Ebraico | pergamena |
| 4Q88  | Salmi                | f  | Ebraico | pergamena |
| 4Q89  | Salmi                | g  | Ebraico | pergamena |
| 4Q90  | Salmi                | h  | Ebraico | pergamena |
| 4Q91  | Salmi                | j  | Ebraico | pergamena |
| 4Q92  | Salmi                | k  | Ebraico | pergamena |
| 4Q93  | Salmi                | l  | Ebraico | pergamena |
| 4Q94  | Salmi                | m  | Ebraico | pergamena |
| 4Q95  | Salmi                | n  | Ebraico | pergamena |
| 4Q96  | Salmi                | o  | Ebraico | pergamena |
| 4Q97  | Salmi                | p  | Ebraico | pergamena |
| 4Q98  | Salmi                | q  | Ebraico | pergamena |
| 4Q98a | Salmi                | r  | Ebraico | pergamena |
| 4Q98b | Salmi                | s  | Ebraico | pergamena |
| 4Q98c | Salmi                | t  | Ebraico | pergamena |
| 4Q98d | Salmi                | u  | Ebraico | pergamena |
| 4Q98e | Salmi                | v  | Ebraico | pergamena |
| 4Q98f | Salmi                | w  | Ebraico | pergamena |
| 4Q98g | Salmi                | x  | Ebraico | pergamena |
| 4Q99  | Giobbe               | a  | Ebraico | pergamena |
| 4Q100 | Giobbe               | b  | Ebraico | pergamena |
| 4Q101 | Giobbe               | c  | Paleo   | pergamena |
| 4Q104 | Ruth                 | a  | Ebraico | pergamena |
| 4Q105 | Ruth                 | b  | Ebraico | pergamena |
| 4Q106 | Cantici              | a  | Ebraico | pergamena |
| 4Q107 | Cantici              | b  | Ebraico | pergamena |
| 4Q108 | Cantici              | c  | Ebraico | pergamena |
| 4Q109 | Qohelet              | a  | Ebraico | pergamena |
| 4Q110 | Qohelet              | b  | Ebraico | pergamena |
| 4Q111 | Lamenti              |    | Ebraico | pergamena |
| 4Q112 | Daniele              | a  | Ebraico | pergamena |
| 4Q113 | Daniele              | b  | Ebraico | pergamena |
| 4Q114 | Daniele              | c  | Ebraico | pergamena |
| 4Q115 | Daniele              | d  | Ebraico | pergamena |
| 4Q116 | Daniele              | e  | Ebraico | pergamena |
| 4Q117 | Ezra                 |    | Ebraico | pergamena |
| 4Q118 | Chronicles           |    | Ebraico | pergamena |
| 4Q119 | Levitico             | a  | Greco   | pergamena |
| 4Q120 | Levitico             | b  | Greco   | papiro    |
| 4Q121 | Numeri               |    | Greco   | pergamena |
| 4Q122 | Deuteronomio         |    | Greco   | pergamena |
| 4Q123 | Giosuè*              |    | Paleo   | pergamena |
| 4Q124 | Non identificato     |    | Paleo   | pergamena |
| 4Q125 | Non identificato     |    | Paleo   | pergamena |
| 4Q126 | Non identificato     |    | Greco   | pergamena |
| 4Q127 | Esodo*               |    | Greco   | papiro    |
| 4Q522 | Ps 122*              |    | Ebraico | pergamena |
| 5Q1   | Deuteronomio         |    | Ebraico | pergamena |
| 5Q2   | 1 Re 1               |    | Ebraico | pergamena |
| 5Q3   | Isaia 40             |    | Ebraico | pergamena |
| 5Q4   | Amos 1               |    | Ebraico | pergamena |
| 5Q5   | Salmi 119            |    | Ebraico | pergamena |
| 5Q6   | Lamenti              | a  | Ebraico | pergamena |
| 5Q7   | Lamenti 4            | b  | Ebraico | pergamena |
| 5Q8   | Phylactery           |    | Ebraico | pergamena |
| 6Q1   | Genesi 6             |    | Paleo   | pergamena |
| 6Q2   | Levitico 8           |    | Paleo   | pergamena |
| 6Q3   | Deuteronomio 26      |    | Ebraico | pergamena |
| 6Q4   | 1-2 Re               |    | Ebraico | pergamena |
| 6Q6   | Cantici              |    | Ebraico | pergamena |
| 6Q7   | Daniele              |    | Ebraico | pergamena |
| 6Q19  | Genesi               |    | Ebraico | pergamena |
| 6Q20  | Deuteronomio         |    | Ebraico | pergamena |
| 7Q1   | Esodo                |    | Greco   | papiro    |
| 7Q3   | Non identificato     |    | Greco   | papiro    |
| 7Q4   | Non identificato     |    | Greco   | papiro    |
| 7Q5   | Non identificato     |    | Greco   | papiro    |
| 8Q1   | Genesi 17-18         |    | Ebraico | pergamena |
| 8Q2   | Salmi 17-18          |    | Ebraico | pergamena |
| 8Q3   | Phylactery Ex, Dt    |    | Ebraico | pergamena |
| 11Q1  | Levitico             | a  | Paleo   | pergamena |
| 11Q2  | Levitico             | b  | Paleo   | pergamena |
| 11Q3  | Deuteronomio 1       |    | Ebraico | pergamena |
| 11Q4  | Ezechiele            |    | Ebraico | pergamena |
| 11Q5  | Salmi                | a  | Ebraico | pergamena |
| 11Q6  | Ps 141;133;144;118   | b  | Ebraico | pergamena |
| 11Q7  | Salmi                | c  | Ebraico | pergamena |
| 11Q8  | Salmi                | d  | Ebraico | pergamena |
| 11Q9  | Salmi 36-37;86       | e  | Ebraico | pergamena |

### 1QIsa
Questo testo, datato paleograficamente al 125 ± 100 a.C. e con il radiocarbonio al 202 ± 107 a.C., contiene tutti i 66 capitoli del libro di Isaia; è scritto su 54 colonne di varia larghezza, su 17 pezzi di pelle di pecora cuciti insieme a formare un rotolo di 7,34 m di lunghezza per un'altezza che varia tra i 25,3 e i 27,0 cm. Il rotolo rende testimonianza della fedeltà con cui il libro di Isaia è stato copiato nei secoli dagli scribi ebrei, poiché 1QIsa è sostanzialmente identico al testo masoretico, di mille anni posteriore.

### 7Q5
Secondo l'ipotesi O'Callaghan, dal nome del papirologo gesuita spagnolo José O'Callaghan, riproposta negli anni '80 dal papirologo tedesco Carsten Peter Thiede, il papiro 7Q5 sarebbe un frammento contenente i versetti 6,52-53 del Vangelo secondo Marco, cosa che farebbe di 7Q5 il più antico manoscritto dei vangeli conservatosi, scritto al massimo 20 anni dopo la morte di Gesù. L'identificazione proposta da O'Callaghan ha avviato un serrato dibattito all'interno del mondo accademico.